# Tsutomu Satō

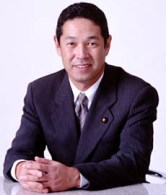
Tsutomu Satō, 2008

Tsutomu Satō (jap. 佐藤 勉, Satō Tsutomu; * 20. Juni 1952 in Mibu, Präfektur Tochigi) ist ein japanischer Politiker der Liberaldemokratischen Partei (LDP), Abgeordneter des Shūgiin, des Unterhauses, und ehemaliger Minister. Innerhalb der LDP gehörte er ursprünglich der Koga-Faktion, später der Tanigaki-Gruppe an, war danach ab 2017 Mitglied der Asō-Faktion, als sich diese durch den Beitritt der Santō-Faktion vergrößerte und er und einige weitere Abgeordnete aus der Tanigaki-Gruppe sich der Fusion anschlossen, und ist seit 2022 ohne Faktion.

## Leben
Satō studierte Bauingenieurwesen an der Nihon Daigaku; nach seinem Abschluss 1975 arbeitete er für die Bauunternehmen Hazama und, ab 1977, Satō Kōgyō.
1987 wurde Satō ins Präfekturparlament von Tochigi gewählt und 1991 und 1995 bestätigt. In die nationale Politik wechselte er, als er bei der Shūgiin-Wahl 1996 erfolgreich für den Sitz im 4. Wahlkreis Tochigi kandidierte. Den Wahlkreis gewann er danach dreimal, verlor ihn aber 2009 an Kenji Yamaoka und wurde nur über den Verhältniswahlblock Nord-Kantō wiedergewählt. 2012 konnte er den Wahlkreis mit absoluter Mehrheit zurückgewinnen.
2001 war Satō parlamentarischer Sekretär (seimukan) im Ministerium für Gesundheit, Arbeit und Soziales, 2007 Staatssekretär (fuku-daijin) im Ministerium für Innere Angelegenheiten und Kommunikation. Im September 2008 berief ihn Premierminister Tarō Asō als Vorsitzender der Nationalen Kommission für Öffentliche Sicherheit und Staatsminister für Angelegenheiten von Okinawa und der Nördlichen Territorien sowie Katastrophenschutz in sein Kabinett. Am 12. Juni 2009 übernahm Satō nach dem Rücktritt Kunio Hatoyamas auch das Ministerium für Innere Angelegenheiten und Kommunikation. Am 2. Juli 2009 übernahm Motoo Hayashi, sein Vorgänger als Vorsitzender der Nationalen Kommission für Öffentliche Sicherheit, diesen Ministerposten wieder von Satō. Satō blieb bis zum September 2009 Minister.
In der LDP war Satō von 2013 bis 2016 Vorsitzender des Komitees für Parlamentsangelegenheiten. Im Shūgiin führte er von 2016 bis 2017 den Geschäftsausschuss, von 2017 bis 2019 den Ausschuss für Grundlagen der Nationalen Politik (kokka kihon seisaku iinkai; Fragestunden-Ausschuss), von 2019 bis 2020 den Verfassungsausschuss.
Von 2020 bis 2021 führte Satō unter dem Parteivorsitzenden Yoshihide Suga den Exekutivrat („Rat für allgemeine Angelegenheiten“) der LDP. Im Februar 2022 trat er aus der Asō-Faktion aus.
Zur Shūgiin-Wahl 2024 hatte Satō vorübergehend seinen Rückzug erwogen, trat dann aber doch erneut an und verlor den Wahlkreis Tochigi 4 an Takao Fujioka (KDP), gewann jedoch den fünften von sieben LDP-Sitzen bei der Verhältniswahl in Nord-Kantō.